# Päiväkarit
Päiväkarit är öar i Finland. De ligger i Bottenhavet och i kommunen Nystad i den ekonomiska regionen  Nystadsregionen i landskapet Egentliga Finland, i den sydvästra delen av landet. Öarna ligger omkring 72 kilometer nordväst om Åbo och omkring 220 kilometer väster om Helsingfors.
Arean för den av öarna koordinaterna pekar på är 12,5 hektar och dess största längd är 0,6 kilometer i öst-västlig riktning.